# کاهول
کاهول (به لاتین: Cahul) یک منطقهٔ مسکونی در مولداوی است که در Cahul District واقع شده‌است. کاهول ۳۳٫۹۱ کیلومتر مربع مساحت و ۳۰٬۰۱۸ نفر جمعیت دارد و ۱۱۹ متر بالاتر از سطح دریا واقع شده‌است.

## خواهرخوانده
شهرهای مدجیجا و وازلویی خواهرخوانده‌های کاهول هستند.